# Hongkongia
Hongkongia es un género de arañas araneomorfas de la familia Gnaphosidae. Se encuentra en este de Asia y sudeste de Asia. 

## Lista de especies
Según The World Spider Catalog 12.0:
- Hongkongia caeca Deeleman-Reinhold, 2001
- Hongkongia reptrix Deeleman-Reinhold, 2001
- Hongkongia songi Zhang, Zhu & Tso, 2009
- Hongkongia wuae Song & Zhu, 1998